# Municipio de Wasta
El municipio de Wasta (en inglés: Wasta Township) es un municipio ubicado en el condado de Pennington en el estado estadounidense de Dakota del Sur. En el año 2010 tenía una población de 13 habitantes y una densidad poblacional de 0,14 personas por km².

## Geografía
El municipio de Wasta se encuentra ubicado en las coordenadas 44°2′44″N 102°24′39″O / 44.04556, -102.41083. Según la Oficina del Censo de los Estados Unidos, el municipio tiene una superficie total de 92.69 km², de la cual 92,67 km² corresponden a tierra firme y (0,03 %) 0,02 km² es agua.

## Demografía
Según el censo de 2010, había 13 personas residiendo en el municipio de Wasta. La densidad de población era de 0,14 hab./km². De los 13 habitantes, el municipio de Wasta estaba compuesto por el 84,62 % blancos, el 15,38 % eran amerindios. Del total de la población el 0 % eran hispanos o latinos de cualquier raza.